# Kuno Zerlauth

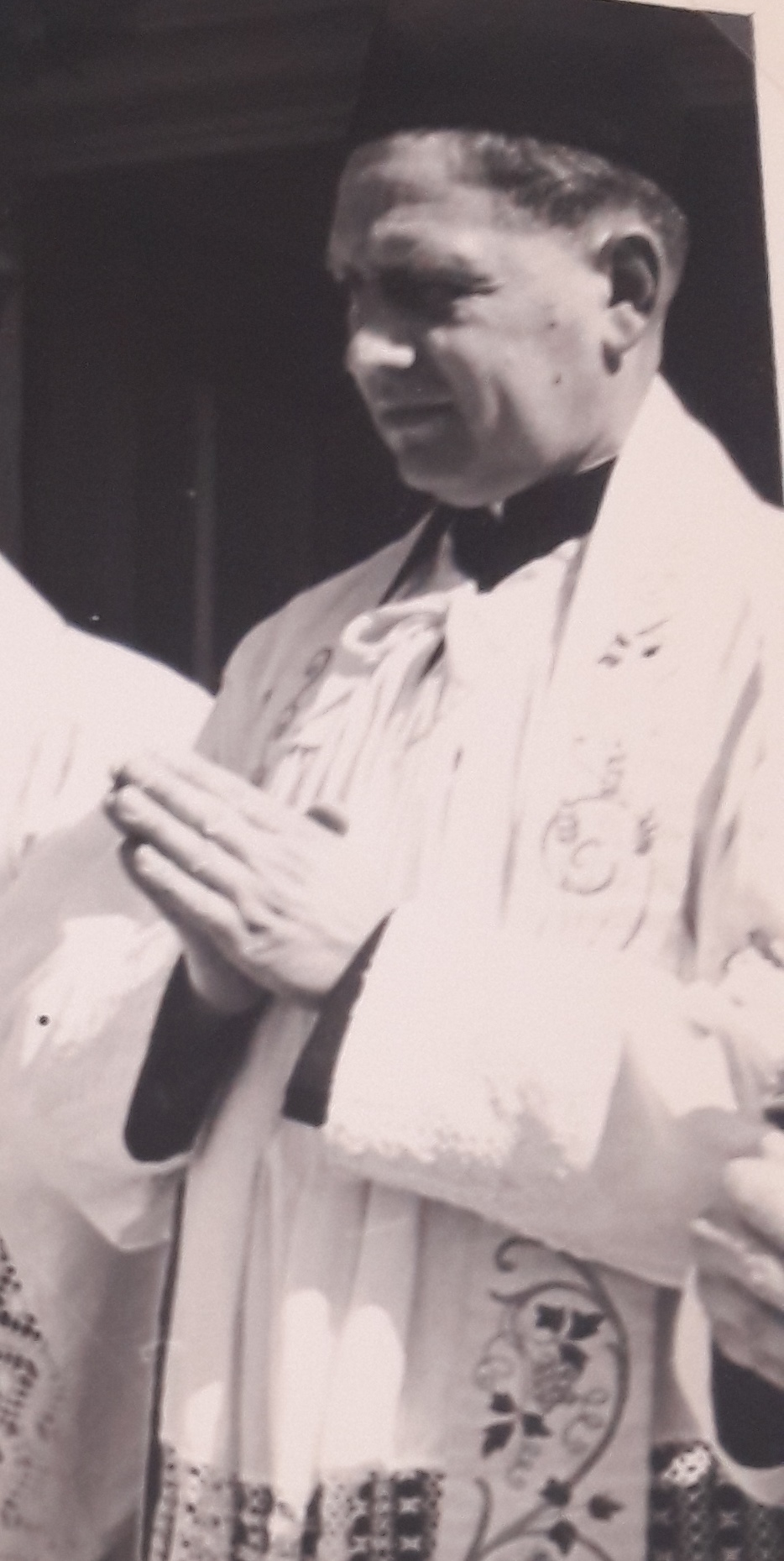
P. Kuno Zerlauth SJ, Steyr, 50er Jahre

Kuno Zerlauth SJ (* 8. November 1911 in Innsbruck; † 21. September 2006 in Rum) war ein österreichischer Geistlicher des Jesuitenordens.

## Leben und Wirken
Kuno Zerlauth wurde am 8. November 1911 in Innsbruck geboren und trat 1929 in die Gesellschaft Jesu ein. Er wurde am 29. Juni 1940 von Kardinal Theodor Innitzer zum Priester geweiht und wirkte danach als Kooperator in Steyr und Wien-Lainz, war Minister der Kommunität, Pfadfinderkurat sowie Seelsorger und Präses der Marianischen Kongregationen in Graz, Steyr und Innsbruck. Zwischen 1966 und 1973 war er Minister und Ökonom im Collegium Canisianum in Innsbruck. 
1977 übersiedelte er als Vizerektor und Ökonom nach St. Andrä im Lavanttal, wo er bis 1981 als Stadtpfarrer tätig war. Ab 1981 und bis zu seiner Übersiedlung nach Hochrum im Jahre 2001 war er wieder Seelsorger und MK-Präses an der Marienkirche in Steyr. Bis zu seinem Lebensende wirkte er als Beichtvater und Seelenführer.
Am 21. September 2006 starb Zerlauth. Sein Grab befindet sich in der Krypta der Innsbrucker Jesuitenkirche.